# Didymocarpus subpalmatinervis
Didymocarpus subpalmatinervis är en tvåhjärtbladig växtart som beskrevs av Wen Tsai Wang. Didymocarpus subpalmatinervis ingår i släktet Didymocarpus och familjen Gesneriaceae. Inga underarter finns listade i Catalogue of Life.